# Antropologia Augustyna z Hippony
Ważną częścią filozofii Augustyna z Hippony jest jego antropologia filozoficzna, uznająca dualizm ontologiczny osoby ludzkiej. Naturę człowieka tworzy duchowa, niematerialna dusza i materialne ciało.

## Podstawowa struktura człowieka
Augustyn z Hippony rozróżnia w strukturze metafizycznej człowieka dwie podstawowe, radykalnie różne od siebie substancje: duszę i ciało, utworzone z materii.
Dusza jest substancją pozbawioną wymiarów przestrzennych, natomiast ciało posiada trzy wymiary i składa się z czterech elementów. 
W dyskusji z nauczycielem manichejskim Faustusem Augustyn streszcza swoją wizję natury człowieka:

Należy więc zapytać, jaki jest porządek natury w człowieku? Składa się człowiek z duszy i ciała: ale takimi są także zwierzęta. Nie ma żadnej wątpliwości, że dusza, naturalnym porządkiem rzeczy, ma kierować ciałem. W duszy człowieka znajduje się rozum, którego u zwierzęcia nie ma. (...) Nas przeto, których ciało martwe jest ze względu na grzech, i nasze ciała (...) ożywi Bóg przez mieszkającego w nas swego Ducha (por. Rz 8, 10-11).

Relację wzajemną między tymi dwoma składowymi osoby ludzkiej Augustyn opisał także w De quantitate animae, definiując duszę:

Jest to pewna substancja o charakterze rozumnym, dostosowana do ciała, którym ma kierować

Różnicę metafizyczną między ciałem i duszą widział Augustyn w ich zdolności do zmienności. Dusza jest pod tym względem czymś pośrednim między całkowicie zmiennym ciałem a całkowicie niezmiennym  Bogiem. Pisał o tym w 389 lub 390 r.:

Istnieje natura zmienna co do przestrzeni i czasu - ciało. Jest też natura niezmienna co do przestrzeni, ale zmienna co do czasu - dusza. A jest natura nie będąca zmienną ani co do przestrzeni, ani co do czasu - jest nią Bóg. To co postulowałem tu jako zmienne nazywa się stworzeniem, co niezmienne, Stwórcą.

Według M.-A. Vannier, postawienie duszy jako bytu pośredniego między materią i Bogiem było typowe dla neoplatonizmu i było inspirowane przez Porfirusza. Jednak jednocześnie  w rozróżnieniu ontologicznym na to, co stworzone i to, co niestworzone widać zdecydowane odejście Augustyna od tej filozofii. Rozróżnienie to było jednym ze szczytowych punktów jego ontologii teologalnej i było rozumiane jako realne a nie tylko intelektualne, o czym świadczy także użyte w Wyznaniach, VII,10.16 pojęcie Regio disimilitudinis (Królestwo niepodobieństwa).
Jak zauważa W.E. Mann, Augustyn wyznaje jednoznacznie dualistyczną koncepcję człowieka, ale jednocześnie nie podejmuje prób, jak czynili to Platon czy później Kartezjusz, wyjaśnienia wzajemnego metafizycznego powiązania duszy i ciała. Pozostaje przy stwierdzeniu, że są one metafizycznie odrębne, że o człowieczeństwie osoby decyduje złożenie tych dwóch substancji, oraz że dusza stanowi element wyższy tego złożenia, dlatego ma kierować ciałem. Augustyn porównuje relację duszy i ciała do relacji małżeńskiej: ciało twoje jest twoją małżonką – caro tua, coniux tua.

## Dusza ludzka
Święty Augustyn (354–430) uznawał kwestię duszy za jeden z najtrudniejszych problemów dla intelektu (obscurissima quaestio).

### Dusza jako pierwiastek życia o charakterze racjonalnym
Dusza ma charakter rozumny, ponieważ jest zasadą życia. Biskup Hippony określił to lakonicznie: My sami w duchu nie jesteśmy zmysłowymi (łac. animi sensibiles), lecz rozumnymi, ponieważ jesteśmy życiem.
Relację między rzeczywistością racjonalną a życiem przedstawił w swojej pracy O wolnej woli:

Nie wszystko, co żyje, ma świadomość tego, że żyje, podczas gdy wszystko, co jest świadome swojego życia, na pewno żyje. (...) Czy świadomość życia nie wydaje ci się lepszą niż samo życie? Czy też może rozumiesz, że świadomość jest swego rodzaju wyższym i prawdziwszym życiem, którego nikt nie może być świadomy, jeśli nie poznaje rozumem? Poznanie rozumowe czymże innym jest, jeśli nie życiem jaśniejszym i doskonalszym dzięki światłu rozumu? Dlatego przedstawiłeś mi, jeśli się nie mylę, nie coś innego od życia, lecz pewien lepszy stopień życia

Augustyn zrównuje godność duszy i ciała niebieskiego (łac. corpus coeleste), czyli anioła – któremu to ciału poddane są także ciała ziemskie.
Dusza ludzka ma wspólne elementy z duszami zwierząt, ale przewyższa je racjonalnością, nazywając  ten wymiar duszy głową mojej duszy (łac. caput animae meae). Pisał o tym, opisując w Wyznaniach swe wewnętrzne poszukiwania Boga:

Cóż więc miłuję, kiedy miłuję mojego Boga? Kimże jest Ten, który przewyższa głowę mojej duszy? Mam wstępować ku Niemu poprzez samą tylko duszę moją.

Augustyn kontynuuje swą myśl, odnosząc się do innej części duszy ludzkiej – tej, która jest wspólna ze zwierzętami i nie ma w sobie pierwiastka racjonalnego, nie może więc poznawać Boga:

Przekroczę więc tę moją moc, dzięki której ściśle łączę się z ciałem i życiodajnie napełniam tego towarzysza mej duszy. Tą mocą bowiem nie odnajdę mojego Boga. Gdyby była ona do tego zdolna, to pojąłby Go i koń i muł bez rozumu (por. Ps. 31,9) – mają przecież tę moc, ożywia ona ich ciała.

Następnie opisuje część zmysłową duszy, również wspólną ze zwierzętami: 

Jest jeszcze inna moc, przez którą nie tylko ożywiam ciało, ale i nadaję mu zdolność odczuwania zmysłowego. Tę moc, którą uczynił dla mnie Pan, nie nakazując oku słyszenie, a uchu patrzenie – lecz oku, aby widziało, a uchu, by słyszało (por. Rz 11, 8). Również każdemu z pozostałych zmysłów wyznaczył właściwe im miejsca i funkcje. Wszystkie te rozmaite funkcje podejmuję za ich pośrednictwem ja – jeden duch. Przekroczę i tę moc moją, bowiem i ją posiadają koń i muł – i one bowiem odczuwają przez ciało. Wyjdę więc i poza tę [moc] mojej natury, stopniowo wstępując ku Temu, który mnie stworzył.

### Dusza jako obraz Boży
Początkowo Augustyn uznawał zgodnie z tradycją patrystyczną sięgającą św. Ireneusza, że prawdziwym, pisanym wielką literą Obrazem Boga jest tylko Syn Ojca, Jezus Chrystus. Człowiek jest stworzony jedynie na obraz, czyli że jest on obrazem i podobieństwem tego jedynego Obrazu, którym jest Syn. Później jednak  doszedł do wniosku, że przy stworzeniu człowieka mężczyzną i niewiastą (Rdz 1,27) Bóg wszczepił obraz Boży w ich dusze, czego wyrazem jest rozumność. 
W latach 399–419, pracując nad traktatem O Trójcy Świętej, Augustyn odniósł się do tradycyjnego nauczania Ojców Kościoła o rozumnej części duszy jako o obrazie Bożym. W strukturze duszy rozumnej wyodrębnił trzy władze: «umysł-samopoznanie-miłość». W tych trzech członach doskonale przedstawiona jest odrębność relacji poszczególnych Osób Boskich, jak też Ich współistotność. Umysł człowieka (symbol Ojca) wraz z samopoznaniem umysłu (symbolizującym zrodzone z niego Słowo – Syna), są ogarnięte przez miłość umysłu (symbol Ducha Świętego). Te trzy władze duszy tworzą bez pomieszania troistą jedność.

### Równość dusz mężczyzny i kobiety
Augustyn uznaje równość duszy kobiety i mężczyzny. Zarówno kobieta, jak i mężczyzna posiadają w jednakowym stopniu w swej duszy obraz Boży.
Uprzedzając nieporozumienia krążące wśród jemu współczesnych, Augustyn podkreślał, że chociaż żona, będąc kobietą poprzez ciało, jako kobieta obrazem Boga nie jest - oboje, mąż i żona, mając dusze rozumne, w równym stopniu noszą w sobie obraz Boży i oboje są zdolni do kontemplacji Boga. Pod tym względem nie ma już podziału na mężczyzn i kobiety:

Jednak także i kobieta, która kobiecość zawdzięcza ciału, odnawia się w duchu swojego umysłu (por. Ef 4,23) ku poznaniu Boga, według obrazu Tego, który ją stworzył (Kol 3,10), gdzie już nie ma mężczyzny ani kobiety (por. Ga 3,28). Tak więc nie są odsunięte kobiety od tej łaski odnowy i przywrócenia pierwotnej jasności (łac. reformatio) obrazu Bożego, chociaż w płci ich ciała jest ukazane (łac. figuratum) coś innego, i ze względu na to właśnie jedynie sam mąż nazywany jest obrazem i chwałą Boga (zob. 1 Kor 11,7); tak więc w stanie pierwotnej niewinności człowieka, ponieważ i kobieta była człowiekiem, miała ona przeto duszę rozumną (łac. mens rationale), co w sposób oczywisty świadczy, że uczyniona została na obraz Boży.

Augustyn postrzegał pozycję mężczyzn i kobiet dwojako: pod względem ciała i pod względem duszy. Cieleśnie, każda płeć ma swoją rolę. Mężczyzna ma być głową, ma kierować. Kobieta ma być podporządkowana mężowi, przyjmować jego kierownictwo, podobnie jak we władzach duszy wola ma korzystać ze światła rozumu. Pod względem duszy zaś oboje są równi w godności, zdolni kontemplować Boga i uczestniczyć w jego wolności i miłości. Takie nauczanie o relacji mężczyzny i kobiety wykazał R.J. McGowan, wbrew interpretacji następujących krytyków koncepcji Augustyna: Børresen, Ruether, Tavard, Farley, Wolfskeel oraz O'Faolain i Martines. Według McGowana różnica i podprządkowanie płci żeńskiej, jako słabszej, płci męskiej, jako doskonalszej, w nauczaniu biskupa Hippony ma drugorzędne znaczenie ze względu na akcent, jaki teolog ten kładzie na duszę ludzką, niemającą cech płciowych. Według McGowana portret św. Moniki w Ostii, na parę dni przed śmiercią wznoszącej się wraz z Augustynem w duchowej rozmowie na szczyty kontemplacji jest najlepszym faktycznym potwierdzeniem jego doktryny o równości dusz kobiety i mężczyzny.
Za św. Pawłem Augustyn przyjął trzy pary podobnych do siebie związków: Chrystusa i Kościoła, męża i żony, oraz ducha i ciała. Rozwijając naukę Apostoła, biskup Hippony uznał, że małżeństwo jest podobne do relacji umysł-ciało – gdzie mąż jest symbolem umysłu, a żona symbolem ciała - dzięki temu też mogą oni być znakiem-sakramentem miłości Chrystusa-Głowy i Kościoła-ciała. Ale to pociąga za sobą stwierdzenie, że jedynie mężczyzna, jako symbol Chrystusa-Głowy jest obrazem Boga, a kobieta, jako symbol Kościoła-Ciała, obrazem tym nie jest, będąc jednak podobieństwem Chrystusa. Tak też nauczał św. Paweł, że mężczyzna jest obrazem i chwałą Boga, a kobieta chwałą mężczyzny. 

## Ciało i jego miejsce w naturze ludzkiej
W pierwszym okresie swych poszukiwań antropologicznych Augustyn był pod silnym wpływem neoplatonizmu. W jego wczesnych pismach sprzed chrztu można spotkać takie określenie ciała jak mroczne więzienie duszy w dziełku Przeciw akademikom  I,3,9, gdy mówił o poznawaniu prawdy. W miarę poznawania nauki chrześcijańskiej Augustyn odszedł od tych platońskich ujęć. Już w dialogu O życiu szczęśliwym (pierwszy dzień) 2.7 uczestnicy dyskusji dochodzą do wniosku, że do natury człowieka należy dusza i ciało. W De moribus ecclesiae Augustyn opisze pełnię człowieka jako naturalne, substancjalne zespolenie duszy i ciała.
To co wyróżnia każde ciało, ożywione i nieożywione, w rozumieniu Augustyna, to „miara, liczba i waga” (łac. mensura, numerum, pondus) (List 18.2). Używał dwóch słów na określenie ludzkiego ciała: „corpus” i „caro”.  W dziele O wierze i Symbolu 10.24, napisanym w 393 r. mówił: „Każdy organizm („caro”) jest ciałem („corpus”), nie każde jednak „ciało” („corpus”) jest organizmem („caro”)”.  Inspirowany Listami św. Pawła (m.in. 1 Kor 15,39-40.50) słowo „caro” odnosił Augustyn do tego, co związane z życiem zmysłowo-psychicznym, z „ciałem i krwią” w doczesności.  Organizm-„caro” stanie się po zmartwychwstaniu ciałem niebiańskim (łac. „aethereum corpus, id est, caeleste”). W bezpośredniej opozycji do manichejczyków, Augustyn zdecydowanie podkreślał dobroć ontyczną ciała ludzkiego. Gdy mówił o trudnościach związanych z ciałem, nie miał na myśli ciała jako takiego, lecz jego tendencje do zepsucia moralnego po grzechu pierworodnym (por. np. O obyczajach Kościoła i obyczajach manichejczyków I.22.40; Przeciwko manichejczykom komentarz do Księgi Rodzaju II, 7.8; Objaśnienie psalmów 141,17-19, List 164.5.16) i dążenia cielesne człowieka (O wielkości duszy 14.24).
Ciało ludzkie zatem, mimo iż ma naturę zwierzęcą było dla Augustyna integralną częścią natury człowieka. O ważności ludzkiego ciała dla ludzkiej natury świadczy to, że Augustyn określa człowieka jako stworzenie rozumne śmiertelne (łac. animal rationale mortale).
Stosunek Augustyna do ciała widać także w późnym, napisanym po 421 r. dziełku O należnej trosce o zmarłych, Biskup Hippony podkreślił tam, że ciało nie jest, jak np. ubranie czy obrączka, czymś zewnętrznym wobec natury człowieka. Martwe ciało jest czymś zdecydowanie droższym niż pamiątki po zmarłym, gdyż należy do samej natury człowieka (łac. ad ipsam naturam hominis pertinet):

Nie należy zatem lekceważyć i porzucać ciał zmarłych, szczególnie w przypadku osób sprawiedliwych oraz wiernych. Jako narzędziami i naczyniami Duch bowiem posługiwał się nimi święcie do wszelkiego dobrego dzieła. Jeśli ojcowskie szaty i obrączka, i tym podobne, stają się później tym droższe, im większe jest ku rodzicom uczucie, w żaden sposób same ciała nie powinny być lekceważone. Nosimy je bowiem jako bliższe nam i bardziej złączone z nami, niż jakiekolwiek odzienie. Są one bowiem nie dla ozdoby albo by stanowić jakąś zewnętrzną pomoc, lecz należą do samej natury człowieka.

Ulubionym obrazem, którego Augustyn używał, by pokazać jedność duchowo-cielesną człowieka było małżeństwo. Była to inspiracja myślą Plotyna, który mówił o ciele jako partnerce i małżonce duszy (ciało w łacinie jest rodzaju żeńskiego).
Za św. Pawłem Augustyn uznawał, że po grzechu pierworodnym pierwotna harmonia duszy i ciała została rozbita. Odtąd zamiast być posłuszne duszy, ciało walczy, by ją sobie podporządkować. Lekarstwo na to rozbicie Augustyn widział w Chrystusie, który umożliwia przywrócenie właściwej relacji duszy i ciała, które mogą walczyć jak skłóceni małżonkowie. A mogą żyć w pokoju sprawiedliwym, gdzie dusza kieruje ciałem, które poddaje się temu kierownictwu. Sytuacja odwrotna, gdy dusza poddaje się kierownictwu ciała - podobnie jak w małżeństwie mąż kierownictwu żony - jest pokojem przewrotnym:

I w tymże ciele zamieszkuje grzech, choć już ów grzech nie króluje: «duch jednak posiada życie na skutek usprawiedliwienia. A jeżeli mieszka w was Duch Tego, który Jezusa wskrzesił z martwych, to Ten, co wskrzesił Chrystusa <Jezusa> z martwych, przywróci do życia wasze śmiertelne ciała mocą mieszkającego w was swego Ducha» (Rz 8,10-11). Tam już nie będzie ani tego, co by walczyło, ani tego, co by podniecało, wszystko wejdzie w stan pokoju. Nie walczą bowiem ze sobą przeciwne natury, lecz jakby w domu mąż z żoną. Jeżeli przeciwko sobie występują,  nieznośne i ryzykowne to dzieło. Jeśli mąż zostanie zwyciężony i panować będzie żona – pokój przewrotny. Jeśli zaś żona podporządkuje się panowaniu męża – pokój sprawiedliwy, przecież z jednej natury nie powstała druga odmienna natura: jako człowiek  z męża została uczyniona kobieta. Twoje ciało jest twoją małżonką, służebnicą twoją; cokolwiek znajduje się po tobie, trzeba byś to podporządkował. I jeśli walczysz, walcz jak należy. Wypada bowiem, by niższy podporządkował się wyższemu. Niech ten, kto chce sobie podporządkować to, co jest niżej od niego, podporządkuje się wyższemu od siebie. 
Uznaj porządek, szukaj pokoju. Ty Bogu, tobie ciało. Cóż sprawiedliwszego? Cóż piękniejszego? Ty większemu, mniejsze tobie: ty służ Temu, kto ciebie uczynił, aby tobie służyło to, co uczyniono ze względu na ciebie. Nie taki bowiem porządek poznaliśmy i nie taki porządek zalecamy: tobie ciało, a ty Bogu – lecz ty Bogu, a tobie ciało. Jeśli zaś pogardzasz ty Bogiem, nigdy nie sprawisz by tobie ciało. Ty, który nie jesteś posłuszny Panu, będziesz dręczony przez sługę. Czy, jeśli nie najpierw ty Bogu, by następnie tobie ciało, będziesz mógł wypowiedzieć te słowa: «Błogosławiony Pan, Bóg mój, który zaprawia ręce moje do walki, i palce moje do bitwy»? Chcesz walczyć będąc niewprawnym – zwyciężony potępisz się. Wpierw więc poddaj siebie Bogu i tak walczyłbyś  pouczany i wspierany przez Niego, mówiąc: «Ten, który zaprawia ręce moje do walki, i palce moje do bitwy».

Na nauczanie Augustyna na temat jedności duszy i ciała znaczący wpływ miały również pisma Warrona, jak również poglądy Starej Akademii i samego Arystotelesa.